# Evil Uno
Evil Uno, pseudonimo di Nicolas Dansereau (Gatineau, 20 luglio 1987), è un wrestler canadese sotto contratto con la All Elite Wrestling.

## Carriera

### International Wrestling Syndicate (2004–2010)

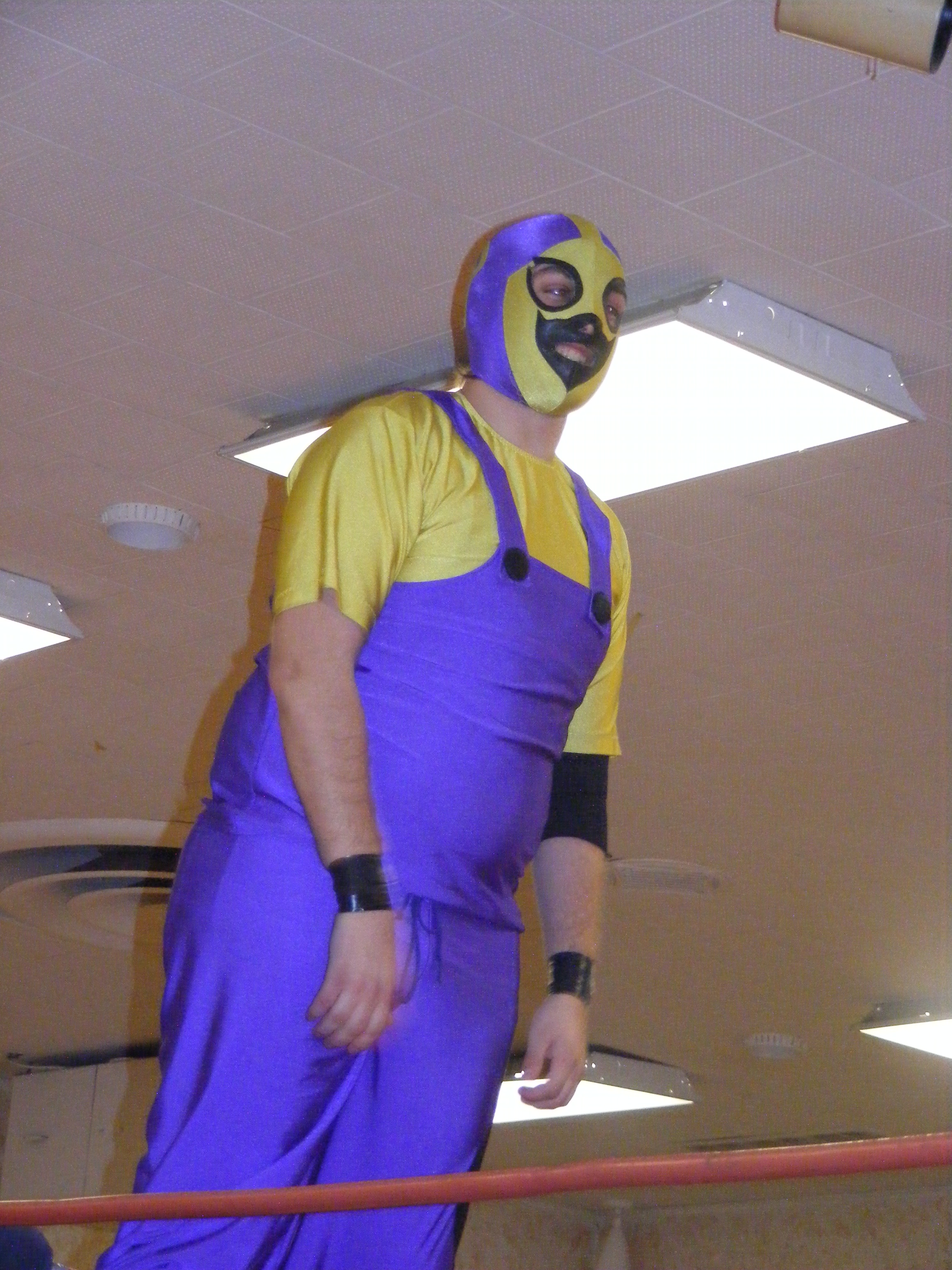
Player Uno

Uno fa il suo debutto nella promotion canadese International Wrestling Syndicate e trova come tag team partner Stupefied (dopo rinominato Player Dos), per formare The Super Smash Brothers. Il team ha successo, tanto che i due conquistano il IWS Tag Team Championship. Uno ha successo anche in singolo; infatti riesce a conquistare il IWS Canadian Championship. Rimase nella promotion fino al 9 ottobre 2010.

### Chikara (2007–2010)
Uno fa il suo debutto in Chikara nel 2007, dapprima come lottatore singolo, per poi iniziare la competizione di coppia insieme a Player Dos, riformando The Super Smash Brothers; insieme raccolgono i tre punti necessari per una title shot al Chikara Campeonatos de Parejas, che vincono sconfiggendo il team Incoherence (Delirious and Hallowicked) all'evento Laying in the Gutters, Looking at the Stars, il 21 settembre 2008. Il team mantiene il titolo per solo un mese, cedendolo a The Osirian Portal, composto da Amasis e Ophidian, all'evento Global Gauntlet: Night 2. Nel 2009 Uno va incontro ad una losing streak, la quale include due sconfitte contro Player Dos per la Young Lions Cup, riuscendola ad interrompere quando debutta la sua nuova finisher, The Joystick, facendo cedere Tim Donst Il 24 ottobre 2010 Uno combatte il suo ultimo match in Chikara quando, insieme a Player Dos, viene sconfitto dal team BDK composto da Sara Del Rey e Daizee Haze.

### Ring of Honor (2009–2010)
Uno, insieme a Player Dos, fa il suo debutto in Ring of Honor l'8 maggio 2009, perdendo contro Rhett Titus and Kenny King. il 25 giugno, a Toronto, Ontario, all'evento Death Before Dishonor VII Night 2 i due ottengono una sorprendente vittoria contro ROH World Tag Team Champions Kevin Steen e El Generico. Il 9 novembre dello stesso anno, in un episodio della Ring of Honor su HDNet, Uno e Dos debuttano nello show, venendo sconfitti da Kevin Steen ed El Generico, in un match di rivincita. Dall'estate del 2010 Uno non è più apparso in nessuno show della Ring of Honor.

### Pro Wrestling Guerrilla (2011–2013)
Il 10 settembre 2011, Uno debutta in Pro Wrestling Guerrilla come membro dei Super Smash Bros. con Stupefied. Nel loro match di debutto affrontano i RockNES Monsters (Johnny Goodtime and Johnny Yuma), un tag team con una gimmick da videogame simile alla loro, venendo però sconfitti. The Super Smash Bros. ritornano il 10 dicembre 2011, questa volta in un match contro gli American Wolves (Davey Richards and Eddie Edwards), venendo sconfitti anche stavolta. The Super Smash Bros. ottengono la loro prima vittoria in PWG il 17 marzo 2012 sconfiggendo i due volte campioni PWG World Tag Team Champions, The Young Bucks (Matt and Nick Jackson), e i RockNES Monsters (Johnny Goodtime and Johnny Yuma) in a three-way match. Il 21 aprile, the Super Smash Bros. prendono parte all'annuale DDT4, un torneo della PWG dove si scontrano le migliori coppie. Uno e Stupefied sconfiggono The Young Bucks, Future Shock (Adam Cole e Kyle O'Reilly), e i Two Husky Black Guys (El Generico e Willie Mack) vincendo il torneo, diventando allo stesso tempo nuovi #1 contender al PWG World Tag Team Championship. il 25 maggio the Super Smash Bros. sconfiggono The Young Bucks in un No Disqualification match, vincendo i PWG World Tag Team Championship, i quali erano stati resi vacanti per un infortunio a uno dei due ex-campioni.

## Personaggio

### Mosse finali
- Bubble Bobble Buster (Inverted suplex lift dropped into a reverse Piledriver)
- Dig Dug Driver (Pumphandle Piledriver)
- Joystick (Kneeling figure four armlock)

### Soprannomi
- - "The 8-Bit Luchador"

## Titoli e riconoscimenti
- Alpha-1 Wrestling
  - Alpha-1 Wrestling Tag Team Championship (1 - con Player Dos)[12]
- Squared Circle Wrestling
  - 2CW Tag Team Championship (1 - con Player Dos)
- Chikara
  - Chikara Campeonatos de Parejas (1 - con Player Dos)[13]
- International Wrestling Syndicate
  - IWS Canadian Championship (1)[14]
  - IWS Tag Team Championship (1 - con Stupefied)[15]
- Inter Species Wrestling
  - Inter Species Championship (1)[16]
- Pro Wrestling Guerrilla
  - PWG World Tag Team Championship (1 – con Stupefied) attuale[10]
  - Dynamite Duumvirate Tag Team Title Tournament (2012) – con Stupefied[9]
- Pro Wrestling Illustrated
  - 428º nella classifica dei 500 migliori wrestler singoli su PWI 500 (2011)[17]